# إليزابيث إكهاردت ماي
إليزابيث إيكهارت ماي (18 فبراير 1899 - 24 أكتوبر 1996) كانت خبيرة اقتصادية منزلية أمريكية، ومعلمة، ومديرة جامعية. كانت عميدة كلية الاقتصاد المنزلي في جامعة كونيتيكت من عام 1952 إلى عام 1964، وقبل ذلك كانت عميدة أكاديمية لكلية هود في ماريلاند. تركزت أبحاثها وكتاباتها على إعادة التأهيل ودعم العمل للنساء ذوات الإعاقة.

## الحياة المبكرة والتعليم
ولدت إليزابيث ماري إيكهارت في فولسوم، نيو جيرسي، وهي واحدة من أحد عشر طفلاً لجاكوب إيكهارت وروزا ميزلي إيكهارت. التحقت بمدرسة فولسوم وتخرجت من مدرسة هامونتون الثانوية. تدربت كمعلمة في مدرسة ترينتون ستيت نورمال، كما فعلت ثلاث من أخواتها. حصلت على درجة البكالوريوس والماجستير والدكتوراه في التعليم (Ed.D.) من جامعة كولومبيا.
كانت إحدى شقيقاتها هي جيرترود إيكهارت، وهي ممرضة صحة عامة أمريكية عملت في ألمانيا مع الحكومة العسكرية الأمريكية بعد الحرب العالمية الثانية. وكان شقيقهم جاك إل. إيكهارت هو عمدة مدينة فولسوم لفترة طويلة.

## حياة مهنية
كان ماي وكيلًا للعرض ومتخصصًا في الدولة في خدمة الإرشاد الزراعي بجامعة غرب فرجينيا. كانت السكرتيرة التنفيذية لمعهد أوجلباي، ومؤتمر البيت الأبيض حول الأطفال في الديمقراطية. قامت بالتدريس في جامعة مينيسوتا وجامعة ميشيغان.
في عام 1943، أصبح ماي عميدًا أكاديميًا في كلية هود في ماريلاند. أصبحت عميدة لكلية الاقتصاد المنزلي في جامعة كونيتيكت في عام 1952، وتقاعدت من كونيتيكت في عام 1964. كانت عضوًا في لجنة الرئيس المعنية بتوظيف المعاقين. شمل بحثها دراسات حول العمل المنزلي للنساء ذوات الإعاقة الجسدية، بما في ذلك رعاية الأطفال، وأساليب إعادة التأهيل التي تستهدف هذه المجموعة. وقالت في ورقة بحثية قدمتها في مؤتمر عام 1962: "إن الأمر لا يتعلق بالأدوات". "إنها مسألة إدارة."

## المنشورات
- "من يتم تدريبه على القيادة الترفيهية" (1941)[14]
- "طالبات الكلية والخدمة الوطنية" (1952)[15]
- "آراء ونظريات إعادة التأهيل" (1956)[16]
- "توسيع خدمات خبير الاقتصاد المنزلي في إعادة التأهيل" (1960)[17]
- "تبسيط العمل في مجال رعاية الأطفال للنساء ذوات الإعاقة الجسدية" (1961)[18]
- "تبسيط العمل في رعاية الأطفال: مواد تعليمية لإعادة تأهيل ربات البيوت ذوات الإعاقة الجسدية" (1962)[19]
- التدبير المنزلي للمعاقين (1966، مع نيفا ر. واجونر وإليانور بوتكي هوتي، مع صور فوتوغرافية لجيرولد مانتر)[20]
- المعيشة المستقلة للأشخاص ذوي الإعاقة وكبار السن (1974، مع نيفا ر. واجونر وإليانور بوتكي هوتي)[21]

## الحياة الشخصية
تزوجت إليزابيث إيكهارت من المهندس المعماري ومحرر المجلات تشارلز سي. ماي. وأنجبا ابنة، مارغريت جيرترود ماي كيسل. توفي زوجها في عام 1937، وتوفيت في عام 1996، عن عمر يناهز 97 عامًا، في برادوك هايتس، ماريلاند. توجد مجموعة كبيرة من أوراقها في مكتبة جامعة كونيتيكت.